# Alejandro González Roig
Alejandro González Roig, né le 5 janvier 1907, à Montevideo, en Uruguay et décédé en novembre 1979, est un ancien joueur et entraîneur de basket-ball uruguayen.

## Palmarès
- Champion d'Amérique du Sud 1930, 1932
- Champion d'Amérique du Sud 1935